# Europäische Bleiwurz
Die Europäische Bleiwurz (Plumbago europaea) ist eine Art aus der Gattung der Bleiwurz (Plumbago).

## Beschreibung
Die mehrjährige Pflanze ist ein 30 bis 100 cm hoher, 50 cm breiter Halbstrauch. Am meist aufrechten, gelegentlich übergeneigten Stängel mit seinen wechselständigen, lanzettförmigen, rauen Laubblättern sitzen zwischen Juli und Oktober zwittrige, rosa bis violette, gelegentlich weiße Blüten, knapp 1 cm lang.
Die Wurzel ist einfach, lang, weiß, starkriechend, einen Finger dick und bei älteren Pflanzen dick verzweigt.
Die Chromosomenzahl beträgt 2n = 12.

## Verbreitung
Diese Art ist in Südeuropa, Südosteuropa, Nordafrika und dem Kaukasus heimisch und nur bedingt winterhart. Sie bevorzugt vollsonnige Standorte auf leichten, trockenen Böden, zum Beispiel an Straßenrändern oder trockenen Felsen.

## Vermehrung
Die Europäische Bleiwurz vermehrt sich über Samen.

## Verwendung
Das Kauen der Wurzel soll nach Samuel Hahnemann gegen Zahnschmerzen helfen, das Einreiben mit einer Tinktur daraus gegen Hautkrankheiten wie Ausschlag oder Krätze.

## Bilder

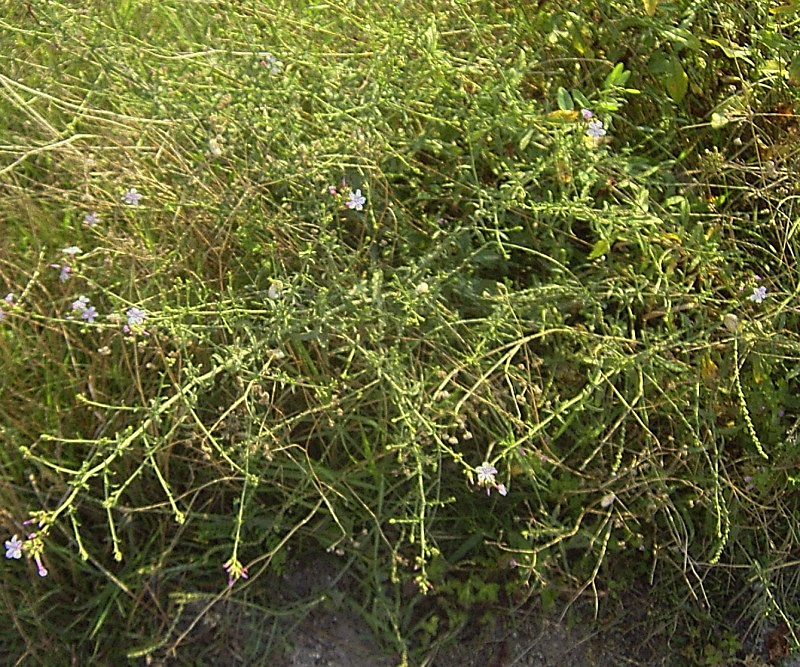
Europäische Bleiwurz (Plumbago europaea), Habitus
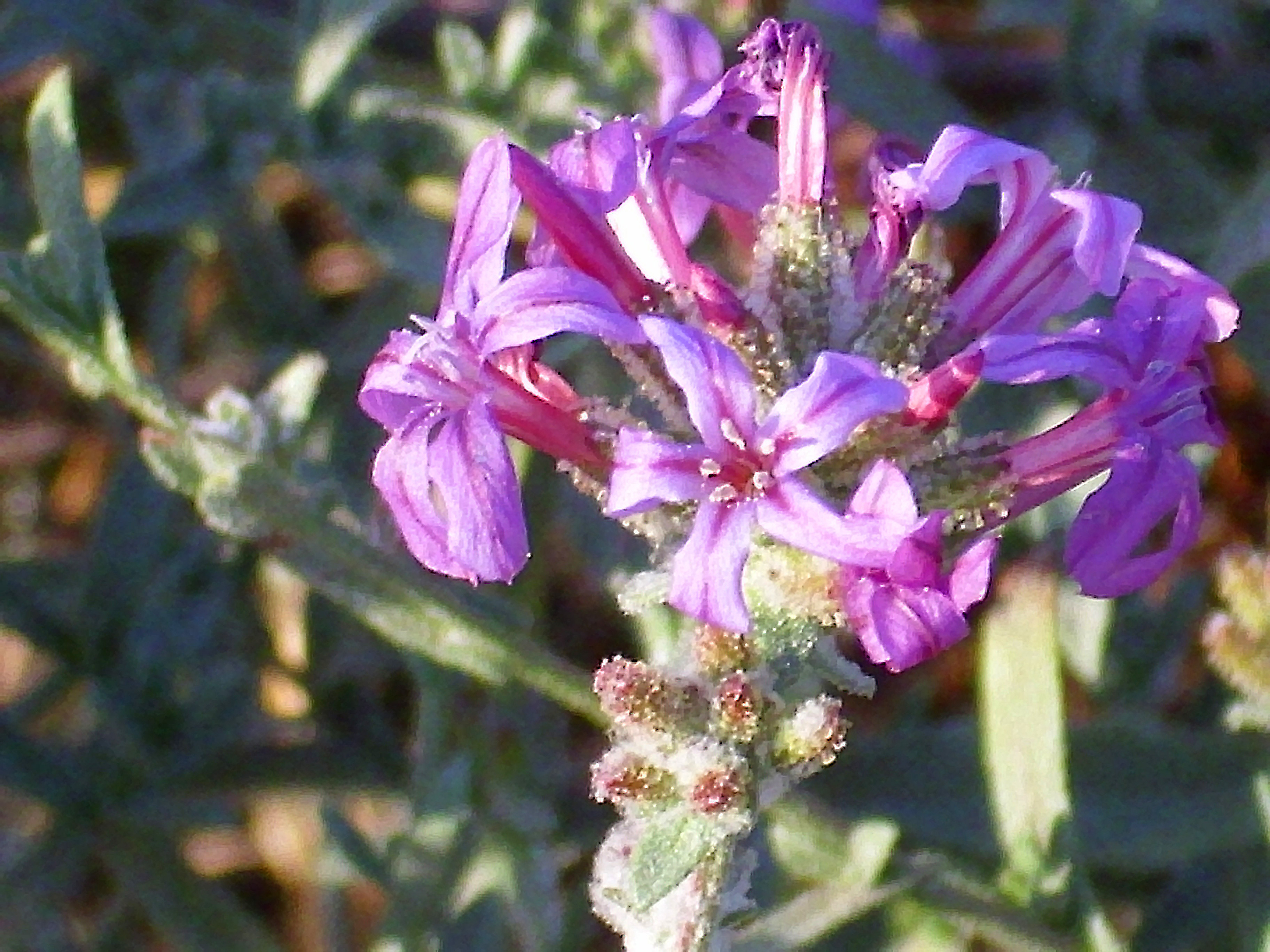
Europäische Bleiwurz (Plumbago europaea), Blütenstand